# Kaija Saariaho
Kaija Anneli Saariaho [ˈkɑijɑ ˈsɑːri.ɑho], född Laakkonen den 14 oktober 1952 i Helsingfors, död 2 juni 2023 i Paris, var en finländsk kompositör.
1982 flyttade hon till Paris för att studera vid IRCAM, ett institut för forskning och studier av elektroakustisk konstmusik. Saariaho skrev flera stora orkesterverk, operor och mycket kammarmusik.

## Biografi
Kaija Saariaho, född i Helsingfors, var den äldsta av de tre barnen till Launo och Tuovi Laakkonen. Biografin som publicerades om tonsättaren Saariaho år 2022 avslöjade att hon hade blivit misshandlad av sin far, en förmögen industriman. Som vuxen donerade Saariaho en miljon euro som hon hade ärvt från sin far till en ny orgel för konsertsalen i Helsingfors Musikhus. Bland annat glädjen över synen och ljuden av finska sjöar och skogar på sommaren ledde till en livslång kärlek till den naturliga världen som inspirerade Saariahos kompositioner.
Saariahos föräldrars privata konstsamling, som inkluderade mycket modern konst, styrde henne mot bildkonsten. Även om hon tog lektioner på flera musikinstrument och till och med komponerade musik från tidig ålder, fortsatte hon med kurser i grafisk design efter sina gymnasieår och olika musikstudier i sin hemstad. Saariaho behöll det efternamn hon fått från ett kortvarigt äktenskap med Markku Saariaho. Hennes sjuåriga förhållande med konstnären Olli Lyytikäinen ledde till att hon gick med i en konstnärsgrupp från 1970-talet som kallades Elonkorjaajat (Skördemännen). Saariahos kompositionslärare från den här perioden och senare – Paavo Heininen vid Sibelius-Akademin i Helsingfors samt både Brian Ferneyhough och Klaus Huber i Freiburg, Tyskland – hade alla radikala musikaliska sympatier.
Ytterligare stöd fick hon av sina medstudenter under sina år med Heininen, vilka inkluderade tonsättaren Magnus Lindberg och dirigenten och tonsättaren Esa-Pekka Salonen; de bildade en annan grupp med namnet Korvat Auki! (Öppna era öron!). Saariaho studerade vid Sibelius-Akademin i Helsingfors mellan 1976 och 1980 under ledning av Paavo Heininen. År 1982 flyttade Saariaho från Finland till Paris i Frankrike för att arbeta vid Pierre Boulez forskningsinstitut (Institut de Recherche et Coordination Acoustique/Musique).
Verblendungen från 1984 och Lichtbogen från 1986 var Saariahos första verk som fick ett bred erkännande. Vid början av 1990-talet hade Saariaho följt i fotspåren av franska spektralister som Gérard Grisey och Tristan Murail, som använde sig av elektronikens möjligheter och särskilt datorns då nya förmåga att analysera ljud, för att komponera musik främst för instrument och röster.
Saariaho toppade en BBC-undersökning från 2019 där 174 medtävlande tonsättare fick frågan om vem de respekterade mest bland sina levande kollegor. Organisationer som Berlinfilharmonikerna, Boston Symphony Orchestra, Lincoln Center och Finlands nationalopera beställde verk från henne. Hon arbetade ofta tillsammans med sopranen Dawn Upshaw och dirigenten Susanna Mälkki.
Saariaho diagnostiserades i början av 2021 med glioblastom som redan när diagnosen ställdes bedömdes som dödlig. Trots sin nyliga sjukdom lyckades Saariaho slutföra sitt sista verk, en trumpetkonsert vid namn Hush, i mars 2023. Saariaho hade gift sig med tonsättaren Jean-Baptiste Barrière år 1984. Hon hade två barn, Aleksi och Aliisa Neige.

## Priser och utmärkelser
- 1998 – Utländsk ledamot av Kungliga Musikaliska Akademien
- 2000 – Nordiska rådets musikpris för Lonh för sopran och elektronik
- 2001 – Schockpriset
- 2003 – Hedersdoktor vid Åbo universitet[10]
- 2005 – Pro Finlandia-medaljen[11]
- 2011 – Léonie Sonnings musikpris
- 2013 – Polarpriset[12]
- 2023 – Konstens akademiker i Finland

## Verk (urval)
- Verblendungen (1982–1984; orkester)
- Nymphéa (1987; stråkkvartett, elektronik)
- Petals (1988; cello, elektronik)
- Du cristal... (1989; orkester, live elektronik)
- ...à la Fumée (1990; solo altflöjt och cello, orkester)
- Graal théâtre (1994; violin, orkester)
- L'Amour de loin (2000; opera)
- Orion (2002; orkester)
- Adriana Mater (2005; opera)
- La Passion de Simone (2006; oratorium/opera)
- Notes on Light (2007; cellokonsert)
- Terra Memoria (2007; stråkkvartett)
- Laterna Magica (2008)
- Émilie (2010; opera)
- Hush (2023; trumpetkonsert)

## Skivinspelningar (urval)
- Graal Théâtre – Gidon Kremer; BBC Symphony Orchestra; Esa-Pekka Salonen (Sony SK60817)
- L’Amour de loin – Gerald Finley; Dawn Upshaw; Finlands nationalopera; Esa-Pekka Salonen (Deutsche Grammophon DVD 00440 073 40264)
- Nymphéa – Cikada String Quartet (ECM New Series 472 4222)